# Owusu Ankomah
Owusu Ankomah (Sekondi, 24 ottobre 1956 – Sekondi, 6 febbraio 2025) è stato un artista ghanese.

## Biografia
Tra il 1971 e il 1974 Ankomah studia al Ghanatta College of Art and Design di Accra, in Ghana. A partire dal 1979 intraprende una serie di viaggi che gli permettono di entrare in contatto con gallerie e artisti europei, finché nel 1986 si stabilisce a Brema, in Germania. Owusu Ankomah studia il sistema Asanteman di segni Adinkra e reinterpreta il simbolismo nel contesto del contemporaneo, fa di ciò il motivo ricorrente per le sue grandi tele.

## Pratica artistica
Il suo lavoro si concentra su questioni di identità e corpo, attraverso il complesso simbolico di segni Adinkra.
Nelle sue ultime opere, dipinti per lo più in bianco e nero, i soggetti sono ricoperti di simboli complessi che sono quasi invisibili su uno sfondo pieno di segni simili. La presenza di un occhio, un naso o un orecchio nascosto, a volte evidenziati da una sottile linea rossa, indicano la figura intera. Ankomah è profondamente influenzato dal lavoro di Michelangelo e dalla filosofia del proprio popolo del Ghana, una filosofia contenuta nei simboli Adinkra.

## Esposizioni
I suoi quadri sono stati esposti a livello internazionale, in Germania, Stati Uniti, Regno Unito, Senegal, Sudafrica e Cuba. Nel 2006 è stato invitato a creare lavori per i Mondiali FIFA del progetto Art Edition; da allora ha lavorato con lo stilista Giorgio Armani per sviluppare una linea di abbigliamento per la campagna RED, raccolta fondi per la lotta all'AIDS.